# Valentinmassakern
Valentinmassakern inträffade den 14 februari 1929, på Alla hjärtans dag i Chicago, under förbudstidens gangsterkrig, där South Side, ett italiensk-amerikanskt gäng som leddes av Al Capone dödade sju medlemmar ur North Side, ett irländsk-amerikanskt gäng som leddes av Bugs Moran. Fyra medlemmar av gänget Egan's Rats misstänktes också för att ha spelat en viktig roll, och ha hjälpt Al Capone.

## Offer
- Peter Gusenberg (född 1888)
- Frank Gusenberg (född 1893)
- Albert Kachellek (född 1887)
- Adam Heyer (född 1889)
- Reinhart Schwimmer (född 1899)
- Albert Weinshank (född 1893)
- John May (född 1894)[2]